# Ferry de Haan
Ferry de Haan (Capelle aan den IJssel, 12 settembre 1972) è un dirigente sportivo ed ex calciatore olandese.

## Carriera

### Giocatore
Nato a Capelle aan den IJssel, nel sud dei Paesi Bassi, ha trascorso l'intera carriera nella città di Rotterdam, iniziando nelle giovanili del Transvalia ZW e poi in quelle del Feyenoord.
Dal 1992 al 1996 ha giocato con l'SC Feyenoord, seconda squadra del Feyenoord, nelle serie minori olandesi.
Nell'estate 1996 è passato all'Excelsior, con cui ha trascorso due stagioni in Eerste Divisie, seconda serie, arrivando 17º alla prima stagione e 16º alla seconda, ottenendo 65 presenze e 13 reti.
A luglio 1998 si è trasferito al Feyenoord, esordendo in Eredivisie il 20 agosto e successivamente anche nelle coppe europee. Alla prima stagione ha vinto il campionato e la Supercoppa nazionale contro l'Ajax. All'ultima stagione, nel 2001-2002, è arrivato in finale di Coppa UEFA, giocata l'8 maggio in casa al de Kuip di Rotterdam contro i tedeschi del Borussia Dortmund e vinta per 3-2, gara nella quale è entrato nel finale, al' 85' al posto del giapponese Shinji Ono. Ha terminato l'esperienza in biancorosso con 77 presenze in 4 stagioni.
Nel 2002 è tornato all'Excelsior, in Eredivisie, terminando 17º alla prima stagione e retrocedendo dopo lo spareggio con lo Zwolle. Nella stagione 2005-2006 ha vinto l'Eerste Divisie, venendo promosso in Eredivisie, dove non ha giocato, ritirandosi dal calcio a gennaio 2007, a 34 anni. Ha terminato con 38 presenze in 4 stagioni e mezza nella sua seconda esperienza in rossonero e con 93 presenze totali in carriera in Eredivisie.

### Dirigente
Nel 2012 è diventato direttore generale dell'Excelsior.

## Palmarès

### Competizioni nazionali
- Campionato olandese: 1

Feyenoord: 1998-1999
- Supercoppa dei Paesi Bassi: 1

Feyenoord: 1999
- Eerste Divisie: 1

Excelsior: 2005-2006

### Competizioni internazionali
- Coppa UEFA: 1

Feyenoord: 2001-2002